# Saison 2 du Scooby-Doo Show
Chronologie
Saison 1 Saison 3
Cet article présente le guide de la saison 2 de la série télévisée d'animation américaine Scoubidou Show.
Cette saison était diffusée au sein de l'émission Scooby's All-Star Laff-a-Lympics, un programme de 120 minutes composé d'épisodes des séries Scooby-Doo,  Dynomutt, Dog Wonder, Laff-a-Lympics et Captain Caveman and the Teen Angels.

## Épisode 1:La Malédiction du Viking(The Curse of Viking Lake)
- Titre original : The Curse of Viking Lake
- Numéro(s) : 17 (2.1)
- Scénariste(s) :
- Réalisateur(s) :
- Diffusion(s) : 
  -  États-Unis : 10 septembre 1977
- Invité(es) :
- Résumé :

## Épisode 2:Vampires, chauve-souris et chats noirs(Vampire Bats and Scaredy Cats)
- Titre original : Vampire Bats and Scaredy Cats
- Numéro(s) : 18 (2.2)
- Scénariste(s) :
- Réalisateur(s) :
- Diffusion(s) : 
  -  États-Unis : 17 septembre 1977
- Invité(es) : Daws Butler (Scooby-Dum)
- Résumé :

## Épisode 3:Scooby et les Dinosaures (Hang in There, Scooby-Doo)
- Titre original : Hang in There, Scooby-Doo
- Numéro(s) : 19 (2.3)
- Scénariste(s) :
- Réalisateur(s) :
- Diffusion(s) : 
  -  États-Unis : 24 septembre 1977
- Invité(es) :
- Résumé :

## Épisode 4:Un come-back macabre (The Chiller Diller Movie Thriller)
- Titre original : The Chiller Diller Movie Thriller
- Numéro(s) : 20 (2.4)
- Scénariste(s) :
- Réalisateur(s) :
- Diffusion(s) : 
  -  États-Unis : 1er octobre 1977
- Invité(es) : Daws Butler (Scooby-Dum)
- Résumé :

## Épisode 5:Sammy fait de la Formule 1 (The Spooky Case of the Grand Prix Race)
- Titre original : The Spooky Case of the Grand Prix Race
- Numéro(s) : 21 (2.5)
- Scénariste(s) :
- Réalisateur(s) :
- Diffusion(s) : 
  -  États-Unis : 8 octobre 1977
- Invité(es) :
- Résumé :

## Épisode 6:La Sorcière Ozark(The Ozark Witch Switch)
- Titre original : The Ozark Witch Switch
- Numéro(s) : 22 (2.6)
- Scénariste(s) :
- Réalisateur(s) :
- Diffusion(s) : 
  -  États-Unis : 15 octobre 1977
- Invité(es) :
- Résumé :

## Épisode 7:La Croisière maléfique(The Creepy Cruise)
- Titre original : The Creepy Cruise
- Numéro(s) : 23 (2.7)
- Scénariste(s) :
- Réalisateur(s) :
- Diffusion(s) : 
  -  États-Unis : 22 octobre 1977
- Invité(es) :
- Résumé :

## Épisode 8:La Créature des fonds marins(The Creepy Heap from the Deep)
- Titre original : The Creepy Heap from the Deep
- Numéro(s) : 24 (2.8)
- Scénariste(s) :
- Réalisateur(s) :
- Diffusion(s) : 
  -  États-Unis : 22 octobre 1977
- Invité(es) :
- Résumé :